# Georg Wilhelm Steller
Georg Wilhelm Steller (Windsheim, 10 marzo 1709 – Tjumen', 14 novembre 1746) è stato un botanico, zoologo, medico ed esploratore tedesco attivo in Russia, considerato un pioniere della storia naturale dell'Alaska.

## Biografia
Steller, figlio di un cantore luterano di nome Johann Jakob Stöhler (Stöller dopo il 1715), nacque a Windsheim, vicino a Norimberga, in Germania, e studiò presso l'università di Wittenberg. In seguito viaggiò in Russia come medico su una nave da guerra che trasportava in patria i feriti. Giunto in Russia nel novembre del 1734, incontrò il naturalista Daniel Gottlieb Messerschmidt (1685-1735) all'Accademia Imperiale delle Scienze. Due anni dopo la morte di Messerschmidt, Steller ne sposò la vedova ed entrò in possesso degli appunti che lo studioso aveva raccolto durante i suoi viaggi in Siberia, non consegnati all'Accademia
Steller era a conoscenza della seconda spedizione in Kamčatka di Vitus Bering, che aveva lasciato San Pietroburgo nel febbraio del 1733. Si offrì volontario per unirsi a questa e la sua richiesta venne accettata. Lasciò quindi San Pietroburgo nel gennaio del 1738 accompagnato dalla moglie, che decise di rimanere a Mosca e di non spingersi oltre. Steller incontrò Johann Georg Gmelin a Enisejsk nel gennaio del 1739. Fu lo stesso Gmelin a raccomandare che Steller prendesse il suo posto durante la pianificata esplorazione della Kamčatka. Assunto il ruolo di Gmelin, Steller raggiunse finalmente Ochotsk e il grosso della spedizione nel marzo del 1740, proprio quando le navi di Bering, la San Pietro e la San Paolo, stavano per essere terminate.

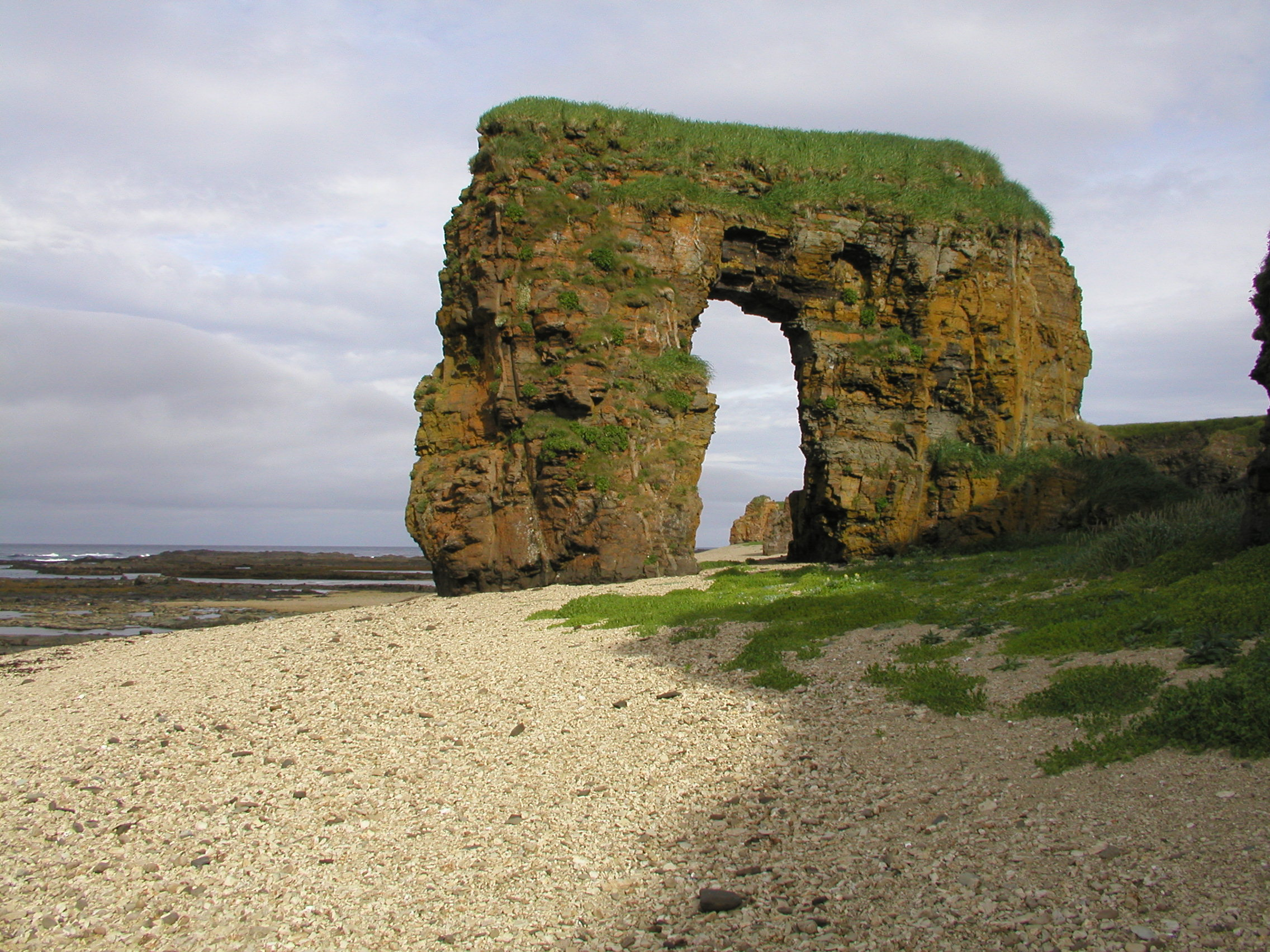
L'Arco di Steller sull'isola di Bering.

Nel settembre del 1740, le due navi della spedizione, al comando di Bering, salparono per la penisola della Kamčatka: dopo aver navigato attorno alla sua punta meridionale, ne risalirono il litorale fino alla baia dell'Avača, sulla costa pacifica. Steller scese a terra sulla costa orientale della Kamčatka per trascorrere l'inverno a Bol'šereck, dove aiutò ad organizzare una scuola locale e iniziò ad esplorare la Kamčatka. Quando Bering lo convocò affinché si unisse al viaggio alla ricerca dell'America e dello stretto tra i due continenti come scienziato e medico di bordo, Steller attraversò la penisola con una slitta trainata da cani. Dopo che la San Pietro di Bering rimase separata dalla gemella San Paolo in una tempesta, Bering continuò a navigare verso est, aspettandosi di toccare presto terra. Steller, esaminando attentamente le correnti marine, i relitti galleggianti e la fauna selvatica, insistette perché il capitano si dirigesse verso nord-est. Dopo una considerevole perdita di tempo, la nave si diresse infine verso nord-est, approdando in Alaska, a Kayak Island, lunedì 20 luglio 1741. Bering voleva restare sull'isola solo il tempo necessario per fare scorta di acqua fresca, ma Steller lo pregò affinché potesse avere maggior tempo a disposizione per esplorare la zona e gli furono concesse dieci ore di tempo. In questo tempo, in quanto primo non nativo ad aver messo piede sul suolo dell'Alaska, Steller divenne il primo naturalista europeo a descrivere un gran numero di piante e animali nordamericani, tra cui una ghiandaia che in seguito prenderà il nome di ghiandaia di Steller.
Delle sei specie di uccelli e mammiferi che Steller scoprì durante il viaggio, due (la ritina di Steller e il cormorano di Pallas) sono estinte e tre (il leone di mare di Steller, l'edredone di Steller e l'aquila di mare di Steller) sono in pericolo di estinzione o versano in condizioni di grave diminuzione. La ritina in particolare, un'imponente parente boreale del dugongo, scomparve appena 27 anni dopo essere stata scoperta e descritta da Steller: la sua popolazione, già esigua, divenne rapidamente vittima di una caccia eccessiva da parte degli equipaggi russi che seguirono la scia di Bering.
La ghiandaia di Steller è una delle poche specie che commemorano questo naturalista a non essere attualmente minacciata. Durante il suo breve incontro con questo uccello, Steller riuscì a dedurre che la ghiandaia era una parente della ghiandaia azzurra americana, un fatto che sembrava provare che l'Alaska facesse davvero parte del Nordamerica.

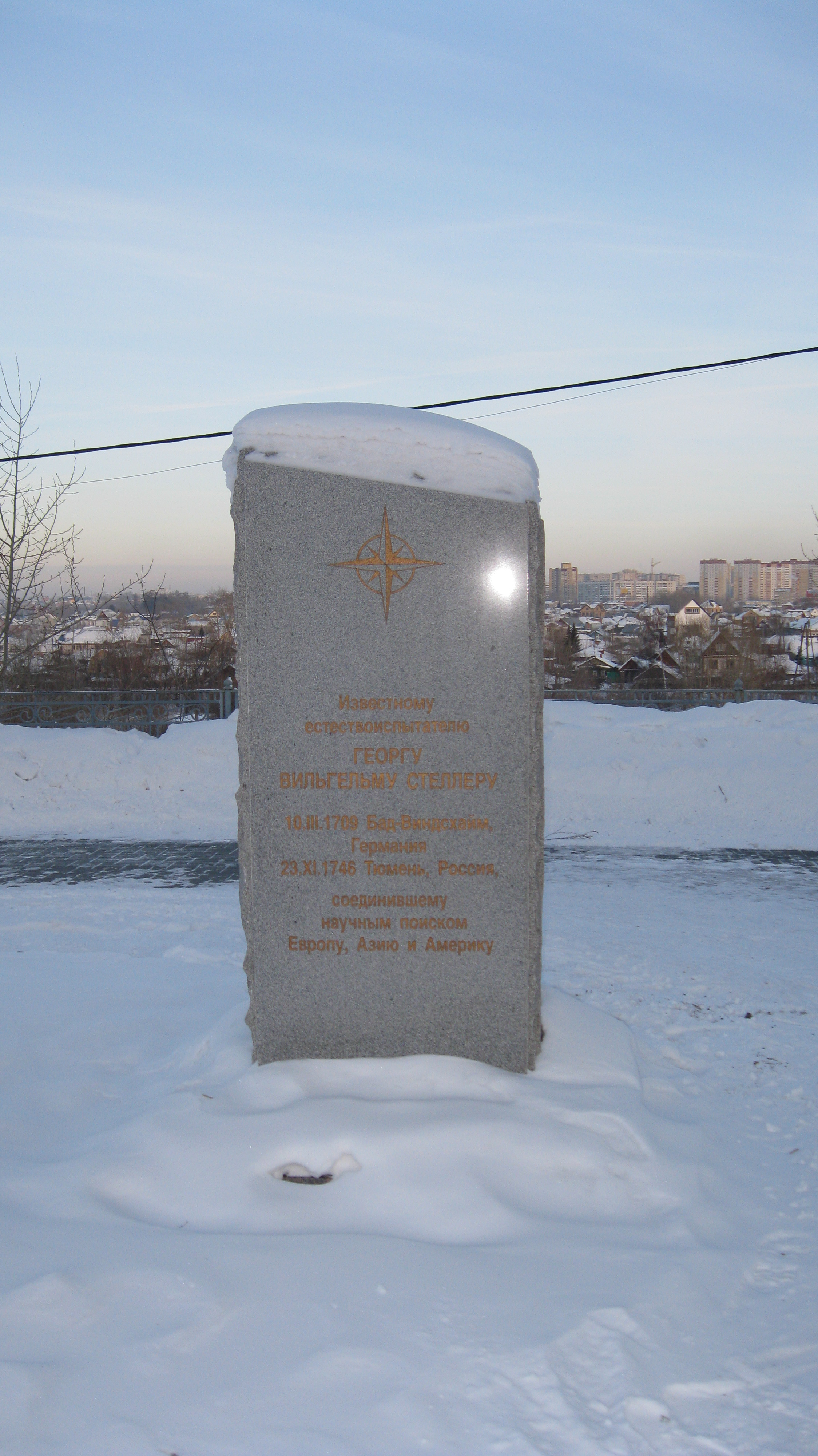
Il memoriale eretto nel 2009 in un parco di Tjumen', in Siberia, dove Steller morì di febbre a soli 37 anni.

Anche se Steller cercò di trattare la crescente epidemia di scorbuto che aveva colpito l'equipaggio con foglie e bacche che aveva raccolto, gli ufficiali disprezzarono la sua proposta. Steller e il suo assistente furono quindi tra i pochi a non essere colpiti da questo disturbo. Durante il viaggio di ritorno, con solo dodici membri dell'equipaggio in grado di muoversi e il sartiame che stava rapidamente cadendo a pezzi, la spedizione fece naufragio su quella che in seguito divenne nota come isola di Bering. Quasi metà dell'equipaggio era morta di scorbuto durante il viaggio. Steller si prese cura dei sopravvissuti, tra i quali lo stesso Bering, ma il vecchio capitano non poté essere salvato e morì. I sopravvissuti si accamparono sull'isola con il poco cibo e acqua rimasti a disposizione, una situazione resa ancor peggiore dalle frequenti incursioni delle volpi artiche. Nonostante i disagi subiti dall'equipaggio, Steller studiò molto accuratamente la flora, la fauna e la topografia dell'isola. Di particolare importanza scientifica furono le uniche osservazioni dettagliate sul comportamento e l'anatomia della ritina di Steller, un grosso mammifero sirenide che durante l'era glaciale era diffuso in tutto il Pacifico settentrionale, ma la cui sola popolazione relitta era confinata ai letti di kelp delle acque poco profonde attorno alle isole del Commodoro e si estinse nemmeno 30 anni dopo essere stata scoperta dagli europei.
Basandosi su queste e altre osservazioni, Steller scrisse in seguito De Bestiis Marinis («Sulle bestie del mare»), descrivendo gli animali dell'isola, tra cui il callorino dell'Alaska, la lontra marina, il leone marino di Steller, la ritina di Steller, l'edredone di Steller e il cormorano di Pallas. Steller rivendicò inoltre l'unico avvistamento di un particolare criptide marino, la scimmia marina di Steller.
Nei primi mesi del 1742 l'equipaggio utilizzò materiale recuperato dalla San Pietro per costruire una nuova nave, che venne battezzata Bering, e fare ritorno così alla baia dell'Avača. Steller trascorse i due anni successivi esplorando la penisola della Kamčatka. A causa delle sue simpatie per i nativi Kamciadali, venne accusato di fomentare la ribellione e fu richiamato a San Pietroburgo. Ad un certo punto fu messo agli arresti e fatto tornare a Irkutsk per un'udienza. Venne liberato e proseguì nuovamente il suo viaggio in direzione di San Pietroburgo, ma lungo la strada fu colpito dalla febbre e morì a Tjumen'.
I suoi diari, che raggiunsero l'Accademia e furono poi pubblicati da Peter Simon Pallas, furono usati da altri esploratori del Pacifico settentrionale, compreso lo stesso Capitano Cook.

## Scoperte e commemorazioni
Georg Steller descrisse un certo numero di animali e piante, tra cui alcuni che ne commemorano il nome nella nomenclatura volgare o in quella scientifica:
- edredone di Steller (Polysticta stelleri);
- ghiandaia di Steller (Cyanocitta stelleri);
- lontra marina (Enhydra lutris);
- aquila di mare di Steller (Haliaeetus pelagicus);
- ritina di Steller (Hydrodamalis gigas);
- leone marino di Steller (Eumetopias jubatus);
- chitone gigante (Cryptochiton stelleri);
- artemisia lanosa (Artemisia stelleriana);
- Stellera L. (Thymelaeaceae).

Ad Anchorage, in Alaska, esiste una scuola secondaria a lui intitolata, la Steller Secondary School.
| Steller è l'abbreviazione standard utilizzata per le piante descritte da Georg Wilhelm Steller. Consulta l'elenco delle piante assegnate a questo autore dall'IPNI. |